# Enipeus Vallis
Enipeus Vallis je údolí či řečiště na povrchu Marsu. Nachází se mezi sopkou Alba Mons a oblastí Tempe Terra. Název má podle řeky Enipeus v řecké Thesálii. Šířka údolí je kolem 10 km a uvnitř jednolitého údolí jsou viditelné vnitřní kanály procházející dnem.